# Vöcklabruck
Vöcklabruck je grad na sjeveru Austrije od 11,971 stanovnika.
Administrativni je centar istoimenog kotara, ulaz u regiju Salzkammergut i najveći grad regije "Attergau".

## Zemljopisne karakteristike
Grad leži u Gornjoj Austriji južno od grebena Hausruck, na ušću rijeke Vöckla, po kojoj je dobio ime (Vöckla + Bruck; "Most preko Vöckle"), u rijeku Ager.

## Povijest
Vöcklabruck je prvi put dokumentiran 1134. godine, a status grada dobio je 1353. godine.
Grad još uvijek ima sačuvanu srednjovjekovnu jezgru, s dva gotička ulazna tornja i gotičkim građanskim kućama, koje su u doba baroka dobile nove fasade.

## Znamenitosti
Najveće znamenitosti grada su gotička župna crkva sv. Ulricha iz 15. stoljeća, s baroknim interijerom, barokna crkva sv. Egidija podignuta 1688. i kasnogotička bazilika (1450. – 1476.) s dva zapadna zvonika i freskama iz 15. stoljeća.

## Gradska privreda
Od 9.875 zaposlenih koliko ih je bilo 1991. godine, je oko 59% radilo u uslužnom sektoru, a ostali u industriji, koja je proizvodila eternit (cementne pokrovne ploče), automobilske dijelove, građevinsku armaturu, elektroničke komponente i metalne odljevke.
Pored grada leži velika hidroelektrana (Energie AG Oberösterreich), a po općini ima dosta malih privatnih elektrana.
- Vöcklabruck iz zraka, 2008.

## Gradovi prijatelji
- Český Krumlov, Češka
- Hauzenberg, Bavarska, Njemačka
- Slovenj Gradec, Slovenija

## Vanjske poveznice
- Službena stranica grada